# Сабецкий Лиман
Сабецкий Лиман — озеро в пойме Днепра, расположенное на территории Бериславского района (Херсонская область, Украина). Площадь — 1,1 км². Тип общей минерализации — пресное. Происхождение — пойменное. Группа гидрологического режима — сточное.
Расположено в границах Нижнеднепровского национального природного парка.

## География
Длина — 2,5 км, ширина наибольшая — 0,6 км. Глубина наибольшая — 2,5 м. Котловина неправильной формы, вытянутая с северо-востока на юго-запад. Берега низменные, заболоченные, поросшие ивой белой, тростником обыкновенным. Берега озера служат местом отдыха.
Сабецкий Лиман расположен в пойме Днепра — между Днепром и его рукавом Казаком — юго-западнее села Отрадокаменка. В озеро впадают ручей Гниловод и другие протоки. Протоками сообщается с Днепром и Казаком. Озёра и протоки Днепра образовывают речные острова. На берегу нет населённых пунктов.
Питание за счёт водообмена с Днепром. Температура воды летом до +25 °C. Зимой замерзает.

## Природа
Вдоль берегов заросли прибрежно-водной растительности (тростник обыкновенный). Водное зеркало почти полностью укрыто водной растительностью (например, сальвиния плавающая).
Водятся лещ, судак, плотва, карась, лещ; водяная полёвка; много бесхребетных.